# Nathan de Bratslav
Nathan Sternhartz de Bratslav (en hébreu : נתן מברסלב Natan miBreslev ou נתן מנמירוב Natan miNemirov), dit Rabbi Nathan ou Reb Nosson, est l'un des plus éminents disciples de Nahman de Bratslav.
C'est par lui que sont connus la plupart de ses enseignements car, de l'aveu de Rabbi Nahman, ces enseignements seraient demeurés oraux et se seraient perdus sans Reb Nosson.

## Éléments biographiques

### Recherche Spirituelle
Le rabbin Nathan naît à Némirov le 22 janvier 1780 au foyer de Naphtali Hertz Sternhartz et de Haya Lenah. Son père était un talmudiste d'une certaine distinction et un riche homme d'affaires.
Il est l'aîné et a trois frères, Reb Yudel, Reb Yossef, et Reb Leibush - et une sœur, dont le nom n'est pas connu.
Le rabbin Nathan reçoit une éducation traditionnelle et apprend les affaires avec son père.
Il épouse à treize ans Esther Chaindel, la fille du rabbin David Tsvi Oyerbakh, autorité rabbinique de premier plan, rabbin de Charigrad, Kramenitz et Mohilev. Son père et son beau-père, sont de grands opposants au hassidisme.
Bien qu'érudit, le rabbin Nathan ressent que quelque chose manque dans ses dévotions spirituelles. Il visite différents Rabbins hassidiques, dont Levi Yitzhok de Berditchev. Il est impressionné par la sincérité de leurs adeptes. Toutefois, il ne trouve pas la même intensité dans ses propres dévotions religieuses.
En 1802, le rabbin Nahman s'installe à Bratslav, qui se situe à 20 km au sud de Nemirov. Reb Nathan vient écouter le Rabbi, son aîné de 8 ans, et trouve le conseiller spirituel qu'il recherche. Il devient son disciple pour la vie.
La famille de Reb Noson initialement s'oppose à son association avec le hassidisme. Elle change d'opinion en constatant la transformation dans la connaissance et la piété, sous l'influence de Rabbi Nahman.
Le rabbin Nathan a quatre enfants de Esther Shaindel, trois fils - Shachneh, Yitzhok, et Dovid Zvi et une fille, Hana Tzirel. Esther Shaindel meurt en septembre 1826.
En octobre 1826 le rabbin Nathan se remarie avec Dishel, une veuve avec deux enfants, avec qui il a deux autres fils, Nahman et Yossef Yonah.

### Scribe
Le rabbin Nathan préserve les enseignements, les histoires et les conversations quotidiennes de son maître. Il continue à promulguer le mouvement Bratslav après la mort du rabbin Nahman en 1810.
Du vivant de Rabbin Nahman, le rabbin Nathan est son scribe, notant soigneusement les paroles de son maître.
Beaucoup d'enseignements du Rabbin sont enseignés durant le Shabbat et les fêtes juives, journées où il est interdit d'écrire (selon la Halakha, la loi juive). Le rabbin Nathan a une mémoire phénoménale et se rappelle les enseignements presque mot pour mot, et les retranscrit plus tard. Il montre le manuscrit au Rabbi, qui corrige, si nécessaire.
Dans ses publications ultérieures, il note avec soin si une leçon est approuvée par Nahman lui-même, ou si elle n'est pas expressément approuvée par lui. Il fait également une distinction claire entre les termes du Rabbi et ses observations personnelles.

### Création d'un mouvement
Après la mort de Rabbi Nahman, le 16 octobre 1810, Le rabbin Nathan déménage à Bratslav et devient connu sous le nom de Nathan de Bratslav.
Il dirige les Breslover hassidim  de facto sans le titre de Rabbi, Rabbi Nahman n'ayant pas désigné de successeur ni établi une dynastie.
Le rabbin Nathan met toutes ses énergies dans le renforcement du mouvement Bratslav. Il achète une presse et publie tous les écrits de Rabbi Nahman, ainsi que toutes les conversations et autres souvenirs qu'il a de lui.
Il fait de Ouman, la ville où est enterré Rabbi Nahman, un point focal du mouvement.
En 1811, il organise le premier rassemblement annuel sur la tombe du Rabbi (kibboutz de Rosh Hashana), et continue de mener ce pèlerinage jusqu'à sa mort en 1844.
En 1830, il amasse des fonds pour construire une synagogue à Ouman pour accueillir le grand pèlerinage de Rosh Hashana, et compose un certain nombre de prières à réciter sur la tombe du Rabbin.
À la fin de 1834, après l'ouverture de la synagogue de Bratslav à Ouman, le rabbin Moshe Zvi de Savran lance une campagne de dénigrement contre le rabbin Nathan.
Les opposants le dénoncent aux autorités russes. Ils affirment que c'est un faux prophète, dont les activités vont à l’encontre des intérêts du tsar. Il est arrêté, accusé de trahison et placé sous résidence surveillée à Nemirov.
Une semaine avant Rosh Hashana, Le rabbin Nathan se rend à Ouman en secret. Il est découvert par les autorités, et arrêté la veille de Roch Hashana. Un groupe de maskilim (Juifs adhérant à la Haskala, équivalent au mouvement des Lumières) d'Ouman, qui avait hébergé le rabbin Nahman intervient, ce qui lui permet de rester à Ouman pour la fête.
La mort du rabbin de Savran en 1838 calme les esprits et le rabbin Nathan est en mesure de retourner à Bratslav.
Il meurt peu de temps avant le début du shabbat, le vendredi 20 décembre 1844.
Le lendemain, son ami d'enfance, Naphtali de Nemirov, qui habite alors Ouman, déclare qu'il est certain que Rabbi Nathan est parti la nuit dernière. On lui demanda comment il le sait et il répond :
« J'ai vu en rêve Rabbi Nathan qui courait. Où cours-tu, lui demandai-je ? Directement chez Rabbénou, me répondit-il ! » (Tradition orale)
Le rabbin Nathan est enterré à Bratslav au bord de la rivière Boug.

## Son œuvre
Tous les enseignements de son maitre Rabbi Nahman de Bratslav ont été transcrits par Rabbi Nathan. En outre, il en a écrit certains de lui-même.
Après la mort du Rabbi, Rabbi Nathan retranscrit les conversations, fragments de leçons, interactions que lui et d'autres avaient eu avec Rabbi Nahman de son vivant. Il les publient dans les collections suivantes :
- Sihot Haran ("La sagesse du Rabbin Nahman") :

C'est un recueil de conversations et d'enseignements du Maître, rapportés par le Rabbin Nathan.
- Hayé Moharan ("Tsadik") :

Ce livre est divisé en trois parties qui relatent la vie et les évènements liés aux enseignements du Maître.
- Likouté Halakhoth ("Recueil des lois") :

Œuvre magistrale du Rabbin Nathan alliant magnifiquement les lois du Choulkhan Aroukh avec l'enseignement de son Maître et un immense savoir personnel sur toutes les facettes de la Torah. Ce livres fait découvrir l'aspect ésotérique de la Halakhah.
- Likouté Téfiloth ("Recueil de Prières") :

Composé par le Rabbin Nathan lui-même sur les instructions du Rabbin Nahman afin de " transformer la Torah en Prière ".
- Yémé Moharnath ("Les jours de de Morénou Harav Rabbi Nathan) :

Autobiographie du Rabbin Nathan.
- Alim Litroufah ("Les feuilles de la Guérison") : Lettres de Moussar adressées à son fils Yitshak et à ses disciples, basées sur les enseignements de son Maître le Rabbin Nahman.
- Chemoth Hatsadikim :

Enumération de la plupart des noms de Tsadikim cités dans tout le Tanakh, le Midrach, le Zohar allant jusqu'aux Geonim, Rishonim, Aharonim et Tannaim etc.